# LOHAS SUNDAY
LOHAS SUNDAY（ロハス・サンデー）は、2005年4月3日から2013年3月31日までJ-WAVEで放送されていたラジオ番組。

## 概要
2000年代初頭に日本へ紹介され広まっていった概念であるLOHASをテーマとしている。番組内で流れる曲も日曜の朝という時間帯もあって比較的穏やかなものが選ばれることが多い。
前身は2004年4月から2005年3月まで放送されていたLOHAS MORNING（後述）。また関連番組として2006年4月からはJAM THE WORLD内でLOHAS TALKが放送されている。

## 放送時間
- 日曜 6:00-9:00（2005年4月 - 2010年3月）

ただし当番組直後にミニ番組枠が設けられた期間は8:55で終了となる。
- 日曜 6:00-8:45（2010年4月 - 2013年3月）

## ナビゲーター
- 野村友里、ペオ・エクベリ（2005年4月 - 2006年3月）
- 大橋マキ（2006年4月 - 2007年9月）
- 王理恵（2007年10月 - 2010年3月）
- 丹羽順子（2010年4月 - 2012年3月）
- 松原広美（2012年4月 - 2013年3月）

### 代理を担当したナビゲーター
- 手島里華（大橋が体調不良の為、2007年3月11日と18日の2回を担当）

## 主なコーナー
- 6:30-6:40 LOHAS DESIGN & GOODS

ロハスに関わるさまざまな物や事柄を紹介。
- 7:20-7:40 SARAYA ENJOY! NATURAL STYLE (7:20-7:40)

コーナー内ナビゲーターは野村友里。食をテーマとしている。
- 8:00-8:20 HUMAN NETWORK TOKYO ENTERTAINMENT EXPLORER

東京で開催されるイベント情報を紹介。
- 8:30-8:50 OSHMAN'S NATURAL LIFE

ゲストを招くコーナー。
なお、J-WAVEのワイド番組としては珍しく、番組終了時にスポンサーが紹介される。

## LOHAS MORNING
当番組の前身となるのがLOHAS MORNING（ロハス・モーニング）（2004年4月5日 - 2005年3月31日、月曜 - 金曜）である。ナビゲーターは鳥越さやか。コンセプトは「早朝を使いこなす、全ての女性たちへ。」であり、LOHASに加え「女性」も番組テーマの一つとしていた。なお、この番組の開始にともないJ-WAVE GOOD MORNING TOKYOの放送開始時間が1時間繰り下がった。

### 番組内容
- 5:29、6:30　Headline News
- 5:31、6:32　Weather Information
- 5:05、5:51、6:06、6:38　LOHAS Cafe
- 5:40 WOMEN WITH THE STYLE

ビジネス、政治、アートなどで輝く女性たちの横顔や生き方を3分間の言葉で綴った。
- 6:12 BON VIVANT!
- 6:20 NISSAN (CARWINGS) MORNING EXPRESS
- 6:45 SENSE OF LIFE